# Akcelerator wstrzykujący
Akcelerator wstrzykujący (inżektor, akcelerator wstępny) – akcelerator służący do wstępnego rozpędzania cząstek na potrzeby akceleratorów wysokich energii.
Dla synchrotronów elektronowych inżektorami są zazwyczaj akceleratory elektrostatyczne; dla synchrotronów protonowych - akceleratory liniowe; dla akceleratorów liniowych - akceleratory kaskadowe.